# Sinajski kodeks
Sinajski kodeks (latinsko Codex Sinaiticus; oznaka S) je eden najstarejših in najpomembnejših ohranjenih svetopisemskih kodeksov, ki je bil odkrit v samostanu sv. Katarine na Sinaju, po čemer je bil kodeks tudi poimenovan.
Kodeks je bil napisan nekje med leti 330 in 350 v grščini in v uncialni pisavi. Kodeks zajema skoraj celotno Staro zavezo, celotno Novo zavezo in nekaj apokrifnih besedil. Trenutno ga hrani British Museum v Londonu.